# Scymnus indianensis
Scymnus indianensis är en skalbaggsart som beskrevs av Julius Weise 1929. Scymnus indianensis ingår i släktet Scymnus och familjen nyckelpigor. Inga underarter finns listade i Catalogue of Life.